# Durio bukitrayaensis
Durio bukitrayaensis Kosterm. è un albero della famiglia delle Malvacee endemico del Borneo.